# Zagorje ob Savi
Zagorje ob Savi je grad i središte istoimene općine u središnjoj Sloveniji. Zagorje ob Savi se nalazi 52 km udaljeno od Ljubljane, 36 km od Celja i 6 km od Trbovlja u pokrajini Gorenjskoj i statističkoj regiji Zasavlje. 

## Stanovištvo
Prema popisu stanovništva iz 2002. godine Zagorje ob Savi je imalo 6.893 stanovnika.

## Poznate osobe
- Stanislava Brezovar, balerina

## Vanjske poveznice
- Službena stranica općine
- Satelitska snimka grada  Arhivirana inačica izvorne stranice od 29. srpnja 2017. (Wayback Machine)